# Silnice II/431
Silnice II/431 je silnice II. třídy, která vede z Vyškova do Hodonína. Je dlouhá 44 km. Prochází jedním krajem a dvěma okresy.

## Vedení silnice

### Jihomoravský kraj, okres Vyškov
- Vyškov (křiž. II/430, III/4311)
- Brňany (křiž. III/4312)
- Zouvalka
- Terešov
- Manerov
- Bohdalice (křiž. II/429, III/4313, III/4314, III/4291)
- Bohaté Málkovice
- Kojátky (křiž. III/4317)
- Bučovice (křiž. I/50, III/4319, III/43112, peáž s I/50)
- Kloboučky

### Jihomoravský kraj, okres Hodonín
- Ždánice (křiž. I/54, III/4301, III/43115)
- přerušení
- Mistřín (křiž. II/422)
- Dubňany (křiž. III/43116, III/4254)
- Hodonín (křiž. I/55, I/51, II/380, II/432, III/05532, peáž s II/380)